# Лос-Кабоський міжнародний кінофестиваль
Лос-Кабоський міжнародний кінофестиваль (раніше — Бахаський міжнародний кінофестиваль) — міжнародний кінофестиваль, який проводиться щороку в середині листопада в Лос-Кабосі в Мексиці. Захід був заснований в 2012 році як платформа для об'єднання кінематографістів з Мексики, США і Канади, і згодом став одним із найпрестижніших кінофестивалів Мексики. Офіційна програма фестивалю складається з «Конкурсу Лос-Кабос», в якому беруть участь фільми з Мексики, США і Канади, та «Дебюту Мексики», в якому беруть участь мексиканські дебютні чи другі фільми режисерів. Найкращий фільм обох конкурсів отримує статуетку, диплом та 15 тисяч доларів. Також фільми «Дебюту Мексики» можуть претендувати на Приз ФІПРЕССІ та нагороди FOX+, Art Kingdom.

## Лауреати

### «Конкурс Лос-Кабос»
- 2012:  «Ні», реж. Пабло Ларраїн
- 2013:  «Сара надає перевагу бігу», реж. Хлоя Робішо
- 2014:  «Ґуерос», реж. Алонсо Руїспаласіос
- 2015:  «Кімната», реж. Ленні Абрахамсон[3]

### «Дебют Мексики»
- 2012: «Найкращі теми», реж. Ніколас Переда
- 2013: «Дивовижний сом», реж. Клаудія Сейнт-Люче
- 2014: «Заберіть мою любов», реж. Артуро Гонсалес
- 2015: «Страсний тиждень», реж. Алехандра Маркес Абелла[3]